# Herengracht (Amsterdam)

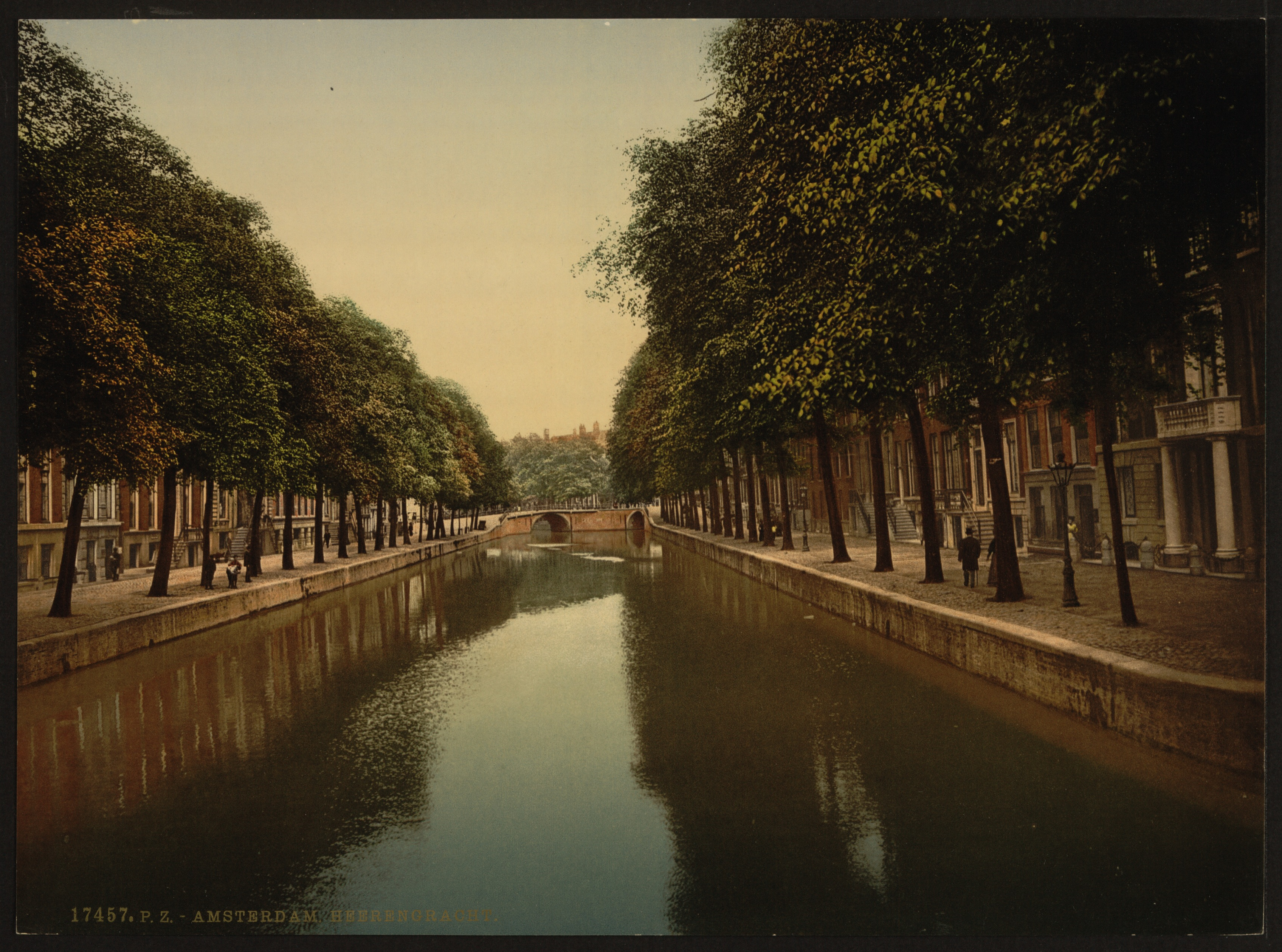
Lo Herengracht tra il 1890 e il 1900

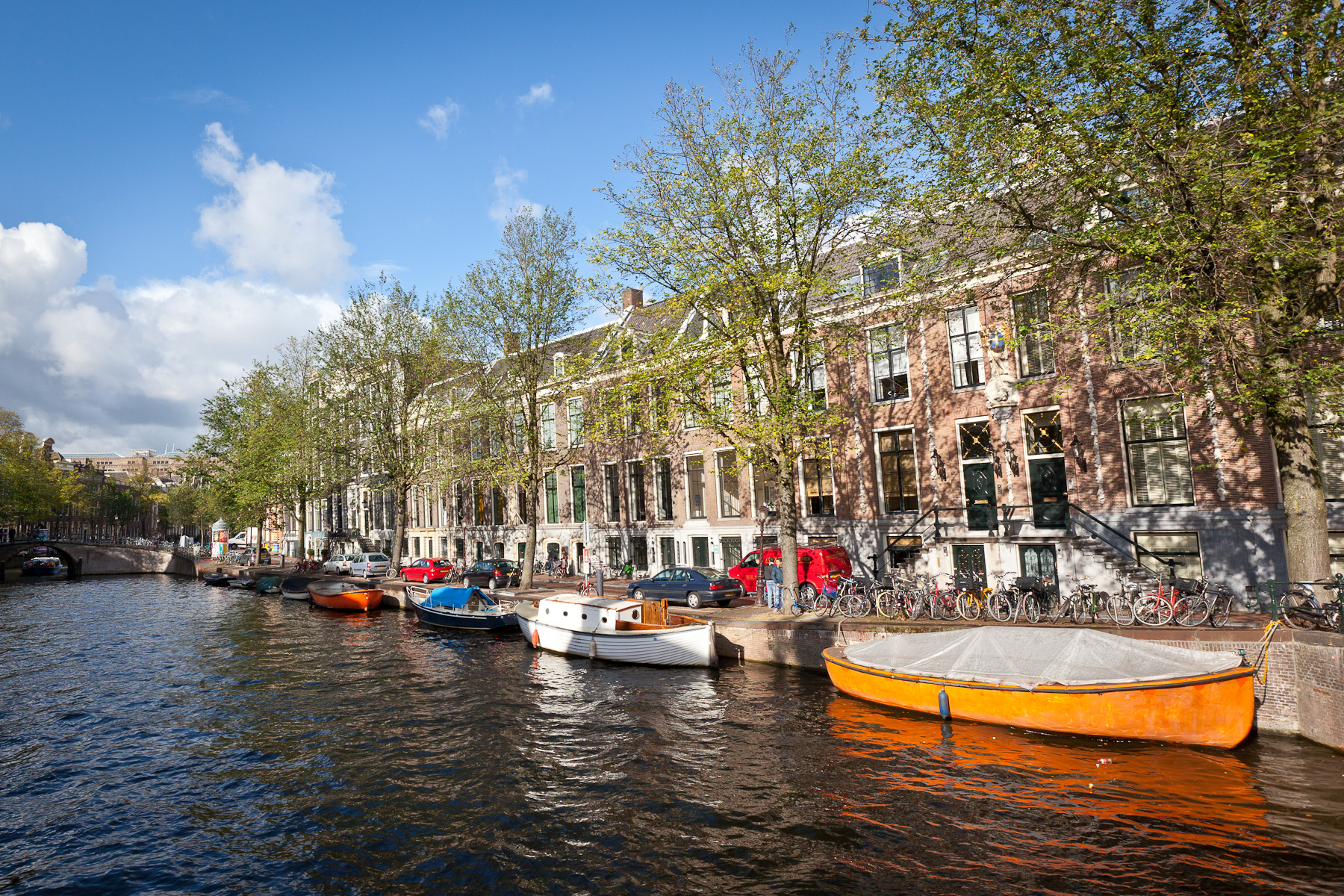
Amsterdam: lo Herengracht, il "canale dei signori"

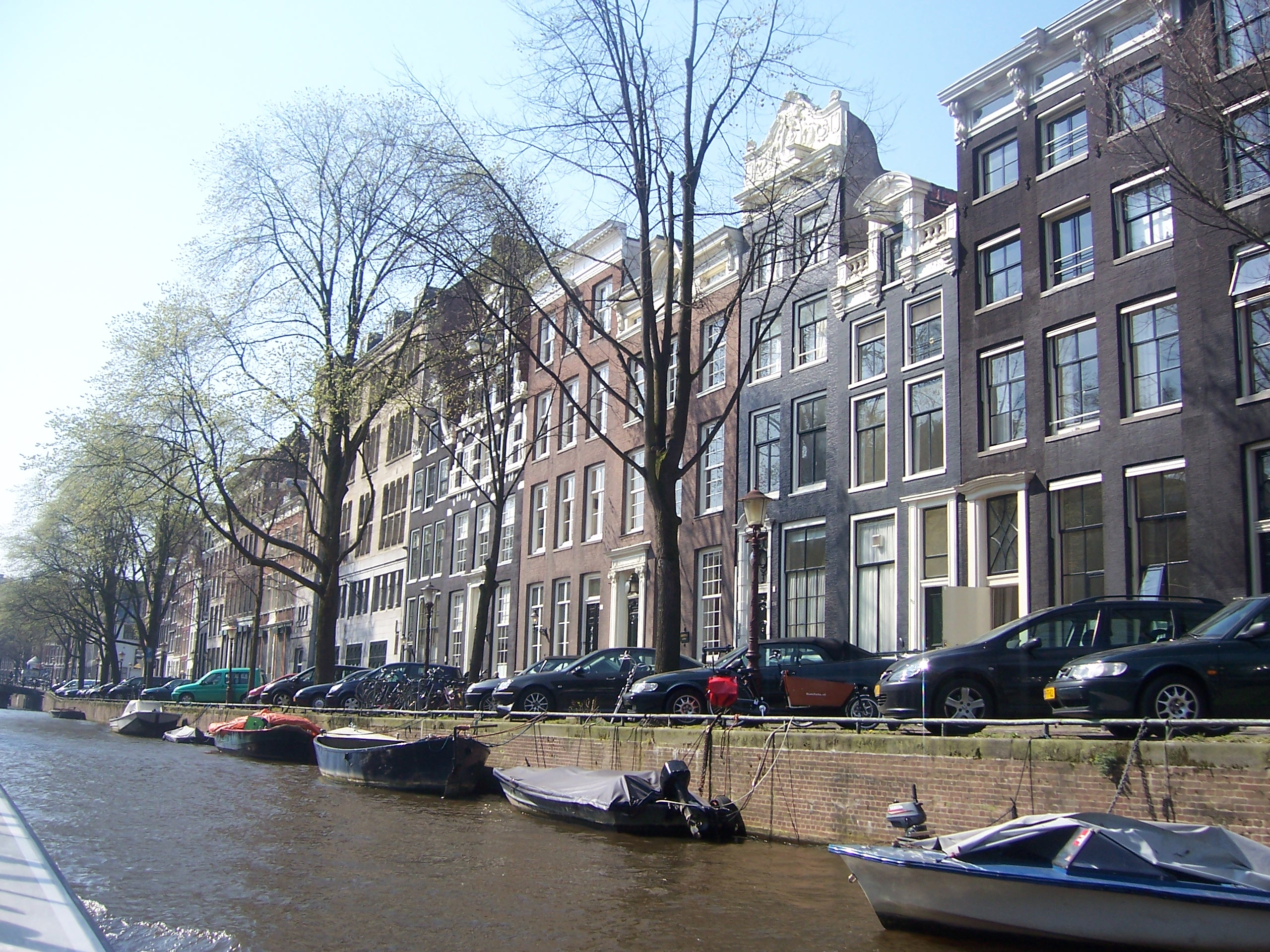
Edifici lungo lo Herengracht

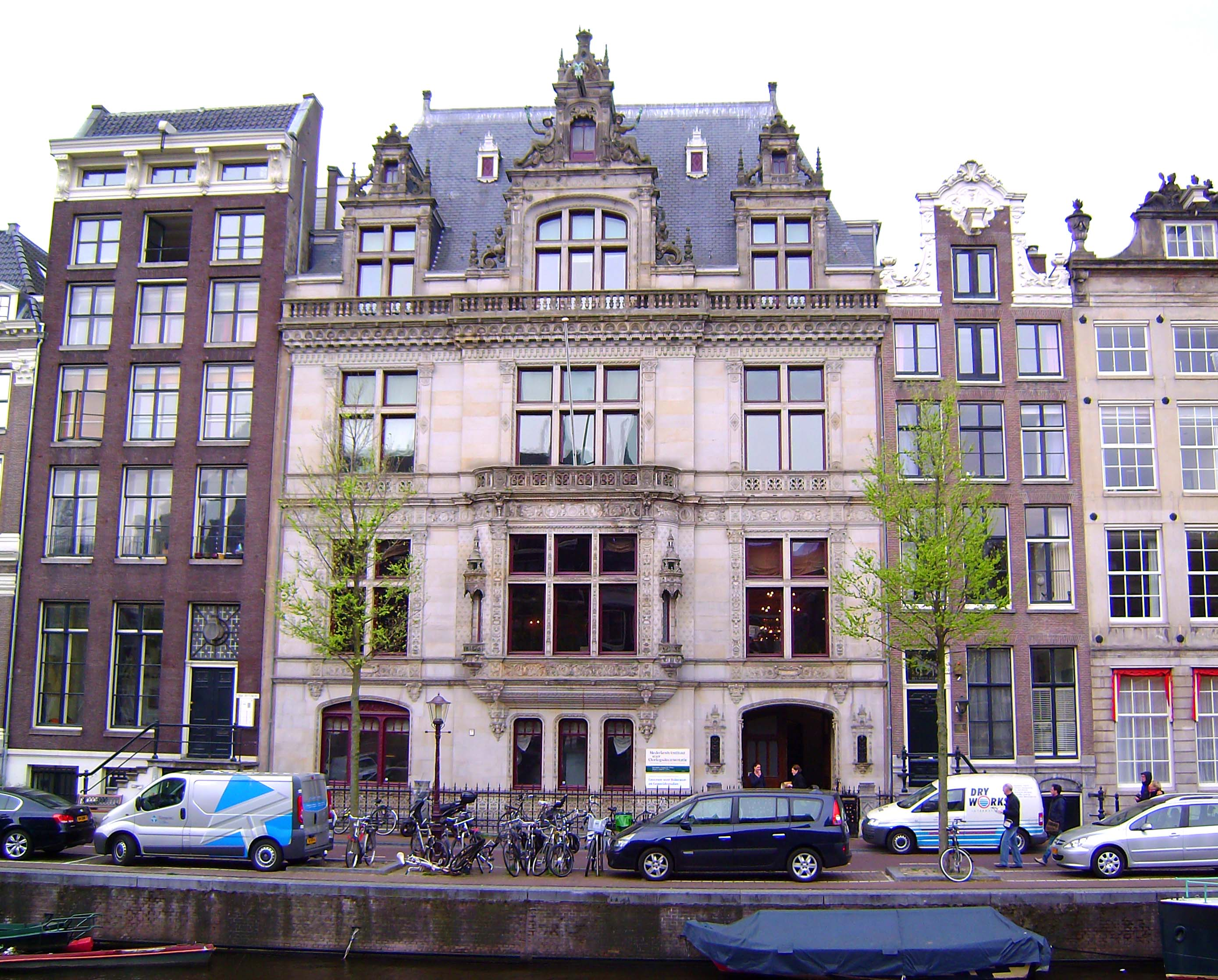
L'edificio al nr. 380 di Herengracht, sede del NIOD, il Nederlands Instituut voor Oorlogsdocumentatie ("Istituto Olandese per la Documentazione di Guerra")

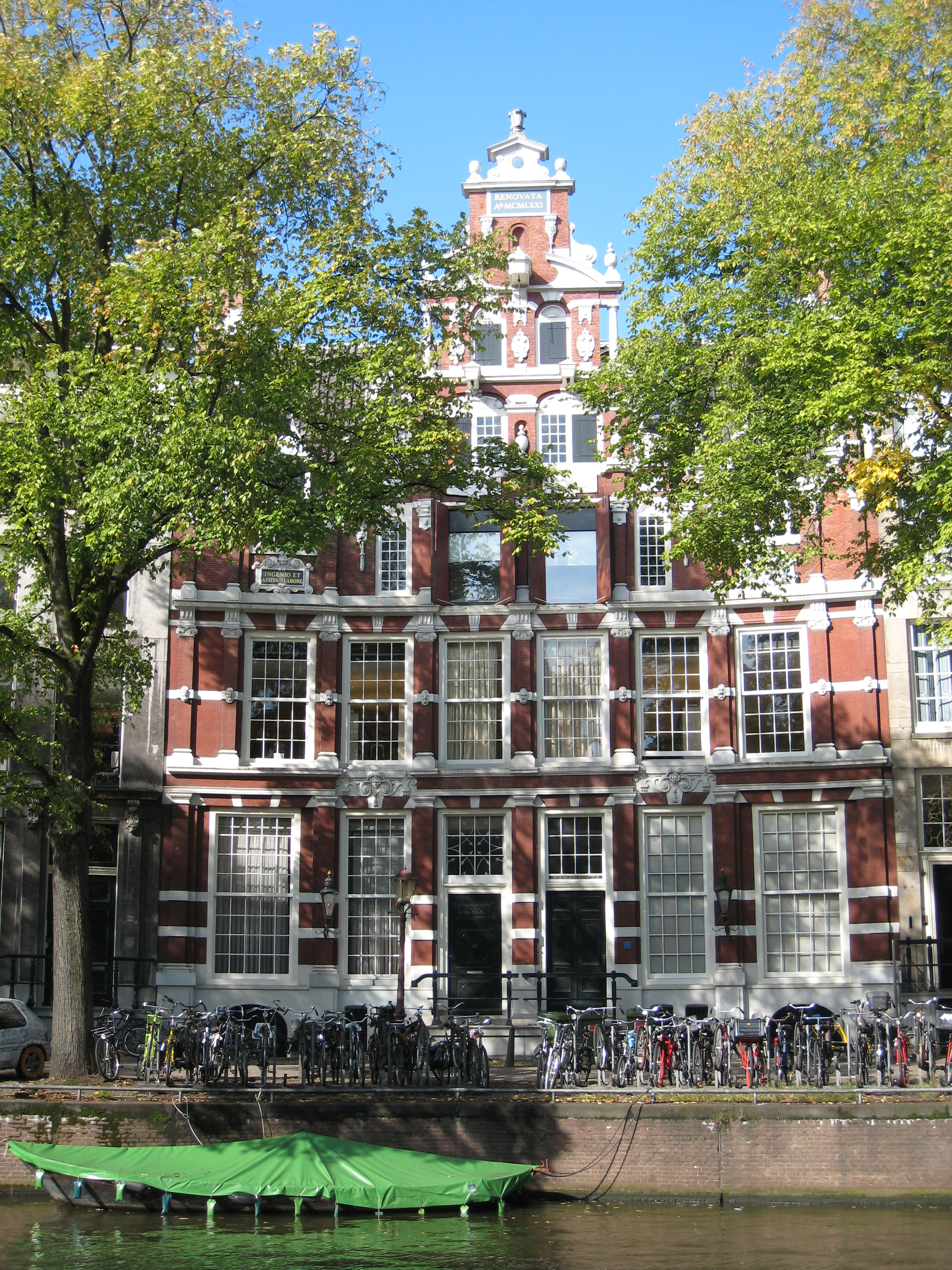
La Huis Bartolotti, sullo Herengracht

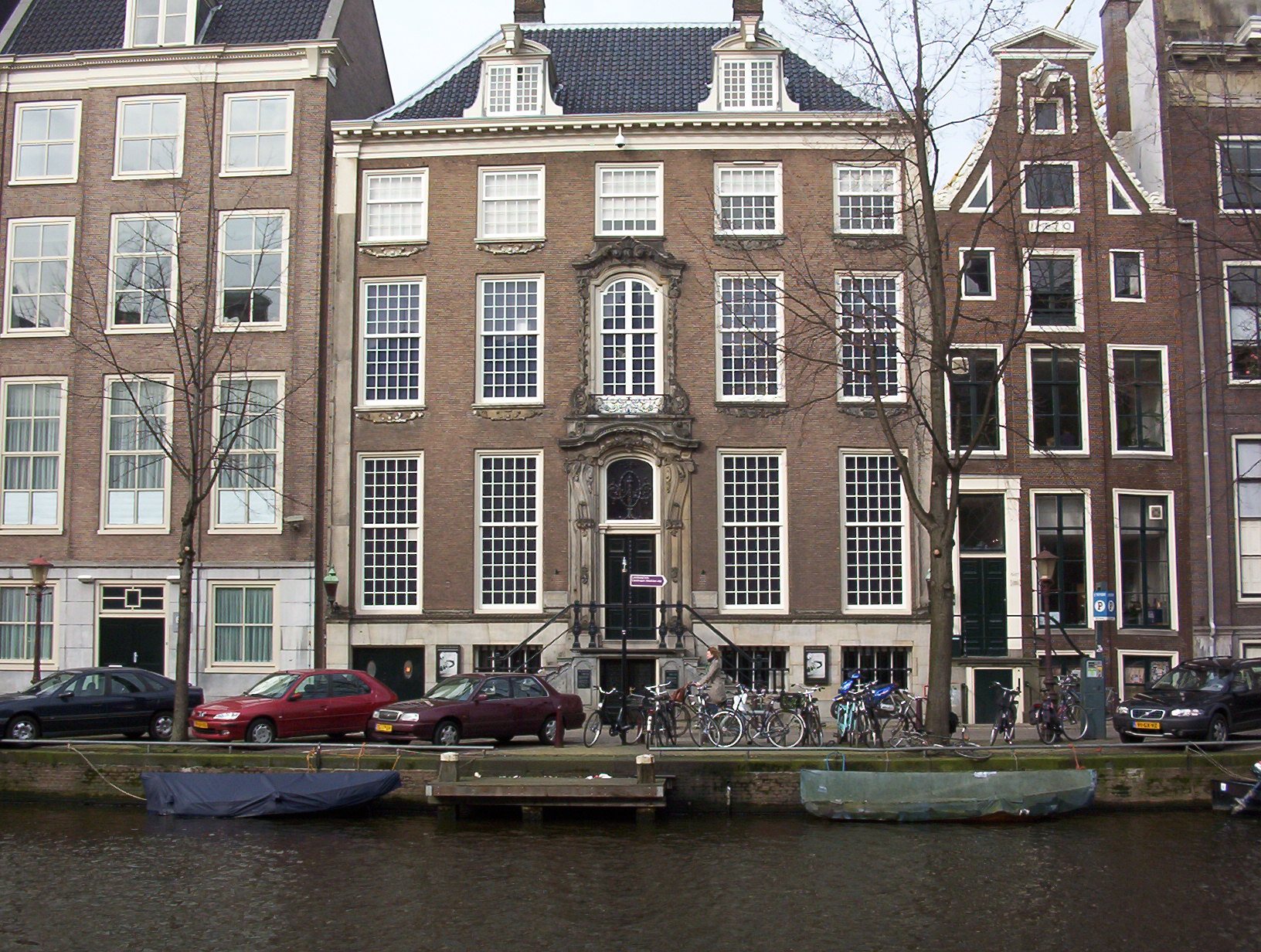
L'edificio che ospita il Museo Willet-Holthuysen, al nr. 406 di Herengracht

Lo Herengracht ("Canale dei signori") è un canale (in olandese: gracht) e via di Amsterdam, che si snoda da sud a nord nella parte occidentale del centro cittadino e che va a formare - insieme al Keizersgracht e al Prinsengracht - la cosiddetta "cerchia dei canali" (Grachtengordel). Fu realizzato tra il 1585 e la seconda metà del XVII secolo.

## Descrizione
Lo Herengracht si trova ad est del Keizersgracht. ed inizia a sud in corrispondenza all'incirca di Waterlooplein.
Lo Herengracht è conosciuto come il canale su cui si affacciano per lo più edifici patrizi eleganti cfr.  (anche se trovano posto pure alcuni magazzini). Molti di questi sono circondati da giardini, che possono raggiungere la lunghezza di 50 metri.
In particolare, nella zona soprannominata Gouden Bocht ("Curva d'Oro"), situata all'angolo tra lo Herengracht, Koningsplein e Vijzelstraat, si affacciano dimore risalenti al XVII-XVIII secolo, appartenute un tempo ai ricchi mercanti, costruttori di navi, politici, ecc. e ora sede di banche o istituzioni. Quasi tutti gli edifici di questa zona presentano una facciata in arenaria, materiale all'epoca molto costoso.
Particolarità architettonica è l'abbondanza dello stile Luigi XIV, in cui dominano le finestre decorate.

## Storia
La costruzione di questo canale fu concepita nella seconda metà del XV secolo quale realizzazione di un'area prevalentemente residenziale e come ampliamento del Singel, il canale quattrocentesco che segnava i confini della città.
La costruzione iniziò nel 1585 e terminò dopo il 1660.

## Edifici d'interesse lungo lo Herengracht

### Casa Bartolotti
Al nr. 172 di Herengracht, si trova la Huis Bartolotti ("Casa Bartolotti"), una residenza costruita nel 1617 su progetto di Hendrick de Keyser il Vecchio per il mercante Willem van den Heuvel, che utilizzò i soldi ricevuti in eredità dallo zio, Giovanni Bartolotti (da cui il nome). Parte dell'edificio è occupato dal Theatermuseum, il museo del teatro.

### Witte Huis
Al nr. 168 di Herengracht, si trova la cosiddetta Witte Huis ("Casa Bianca"), un edificio in stile neoclassico, costruito nel 1638 su progetto di Philips Vingboons e che ora rappresenta l'ingresso al Theatermuseum, il museo del teatro.

### Cromhouthuizen
Ai nr. 364-370 di Herengracht, si trovano le cosiddette Cromhouthuizen ("Case di Cromhout"), quattro edifici costruiti nel 1660 per il ricco commerciante Jacob Cromhout su progetto di Philips Vingboons.

#### Bijbels Museum
Due delle Cromhouthuizen, segnatamente quelle ai nr. 366-368, ospitano il Bijbels Museum, il museo della Bibbia, museo fondato nel 1860 dal reverendo Leendert Schouten e trasferito qui nel 1975.

### Museo Willet-Holthuysen
Al nr. 406 di Herengracht, si trova il Museo Willet-Holthuysen (Museum Willet-Holhuysen), una casa museo situata in un edificio costruito nel 1687.

### Nr. 104
Il nr. 104 di Herengracht è la residenza dell'ambasciatore russo.
Nel 1716, vi pernottò lo zar Pietro dopo una notte di baldoria.

### Nr. 581
Il nr. 581 di Herengracht, un edificio del 1670, ospita il Consolato generale italiano.

### Nr. 507
L'abitazione al nr. 507 di Herengracht ospitatava un tempo il sindaco di Amsterdam.
Nel 1696, nel corso di alcuni tumulti, fu saccheggiata come rappresaglia per la tassa sulle sepolture introdotta dall'allora primo cittadino Jacob Boreel.

### Nr. 81
Al nr. 81 si trova una delle case più antiche del canale, risalente al 1590.

### KattenKabinet
Al nr. 497 di Herengracht è ospitato il KattenKabinet un museo dedicato al gatto nell'arte, inaugurato nel 1984 per volere del finanziere B. Meijer.

## Lo Herengracht nell'arte
Lo Herengracht è raffigurato nei seguenti dipinti:
- Herengracht, acquaforte di G. A. Berckheijde del 1670 ca.[14]
- Herengracht, acquerello di J. Prins del 1790[11]